# Баллстон — Эм-Ю
Баллстон — Эм-Ю или Баллстон — Мэримаунт Юниверсити (англ. Ballston–MU) — подземная пересадочная станция Вашингтонгского метро на Оранжевой и Серебряной линиях. Название станции происходит от района Баллстон и Университета Мэримаунт (название которого у станции применяется в виде аббревиатуры Эм-Ю — англ. МU). В период 1979—1995 года станция носила название Баллстон. Проектное название — Глиб-Роад (до марта 1977 года). Она представлена двумя боковыми платформами. Станция обслуживается Washington Metropolitan Area Transit Authority. Расположена в районе Баллстон на пересечении Фаерфакс-драйв и Норт-Стьюарт-стрит, округ Арлингтон штат Виргиния, также поблизости расположен Университет Мэримаунт, которые станция и обслуживает. Пассажиропоток — 6.942 млн. (на 2007 год).
Станция была открыта 1 декабря 1979 года.
Открытие станции было совмещено с завершением строительства ж/д линии длиной 4.8 км и открытием ещё 3 станций: Кот-Хаус, Кларендон, Виргиния-сквер — Джи-Эм-Ю. Станция была конечной станцией Оранжевой линии до открытия 7 июня 1986 года станции Вена. Открытие Серебряной линии запланировано на 2013 год.